# Пагуош
Пагуош - небольшое поселение в графстве Камберленд в Канаде, расположенное на проливе Нортамберленд в устье реки Пагуош. Основной источник дохода — рыбная ловля, добыча соли и мелкое производство. Пагуош находится на вершине соляного месторождения, которое является крупнейшей соляной шахтой в Атлантической Канаде. Название «Пагуош» в переводе с языка микмак означает «мелководье».

## Факты
Пагуош - родина потомков шотландских горцев, которые иммигрировали в регион в XIX веке. Все уличные знаки в городе являются двуязычными, с английским и гэльским переводами. Каждый год, 1 июля, собранием кланов и Рыбацкой регатой Пагуош отдает дань своим шотландским корням.  Район Пагуош, как и все северное побережье Новой Шотландии, славится своими теплыми водами и песчаными пляжами. Некоторые утверждают, что летом здесь самые высокая температура воды к северу от Северной и Южной Каролин в Соединенных Штатах.
Железнодорожная станция Пагуош, спроектированная сэром Сэнфордом Флемингом и построенная в 1892 году, является зарегистрированным историческим местом в соответствии с Законом о наследии Новой Шотландии.

#### Пагуошское движение ученых
Пагуош в первую очередь известен тем, что был местом проведения международной конференции ученых, организованной Бертраном Расселом и стальным магнатом Сайрусом Итоном в 1957 году. Эта конференция собрала известных и уважаемых ученых с обеих сторон холодной войны, чтобы заявить о своей оппозиции ядерному оружию. Посетителей, въезжающих в Пагуош, когда-то приветствовали дорожные знаки, объявляющие, что они входят в "дом мыслителей", но позже они были заменены на лозунг "Мир во всем мире". Это решение было принято в ответ на присуждение в 1995 году Нобелевской премии Пагуошскому движению учёных "за их усилия по уменьшению роли ядерного оружия в международной политике".

## Промышленность

### Рыболовство
Пагуош находится между двумя рыболовными районами, что делает его единственным местом в проливе Нортамберленд, где можно провести два рыболовных сезона: в мае и июне и в середине августа и середине октября.

### Добыча полезных ископаемых
В Пагуоше находится единственная соляная шахта в Новой Шотландии. Этот рудник был открыт в 1959 году. Большая его часть располагается под рекой Пагуош. Здесь производится промышленная соль, соляные блоки для сельского хозяйства и рафинированная соль для бытового потребления. Шахта производит около 1 200 000 тонн соли в год.

## Климат
| Показатель | Янв.  | Фев.  | Март  | Апр. | Май  | Июнь | Июль | Авг. | Сен. | Окт.  | Нояб. | Дек. | Год    |
| --- | ----- | ----- | ----- | ---- | ---- | ---- | ---- | ---- | ---- | ----- | ----- | ---- | ------ |
| Абсолютный максимум, °C | 18,0  | 17,0  | 19,0  | 25,5 | 32,2 | 33,5 | 36,0 | 35,0 | 32,5 | 26,5  | 23,0  | 16,5 | 36,0   |
| Средний суточный максимум, °C | −2,4  | −1,3  | 2,5   | 8,4  | 15,5 | 21,0 | 24,7 | 24,1 | 19,8 | 13,3  | 7,3   | 1,2  | 11,2   |
| Средняя температура, °C | −7,1  | −6    | −1,7  | 4,3  | 10,6 | 15,9 | 19,8 | 19,4 | 15,3 | 9,2   | 3,7   | −2,8 | 6,7    |
| Средний суточный минимум, °C | −11,8 | −10,6 | −5,9  | 0,2  | 5,8  | 10,8 | 14,8 | 14,5 | 10,8 | 5,2   | 0,2   | −6,8 | 2,3    |
| Абсолютный минимум, °C | −33   | −37   | −27,5 | −13  | −5,6 | −1   | 2,8  | 3,0  | −5   | −6    | −20   | −29  | −37    |
| Норма осадков, мм | 88,1  | 64,8  | 77,4  | 81,9 | 95,3 | 81,5 | 72,7 | 78,5 | 98,1 | 103,8 | 99,7  | 96,4 | 1038,2 |
| Источник: http://climate.weather.gc.ca/climate_normals/results_1981_2010_e.html?stnID=6447&lang=e&province=NS&provSubmit=go&page=26&dCode=0#normals-data |       |       |       |      |      |      |      |      |      |       |       |      |        |

## Известные люди
- Чарльз Обри Итон (1868–1953), Священнослужитель и политик, работавший в Палате представителей Соединенных Штатов, представляющий 4-й округ Конгресса Нью-Джерси с 1925 по 1933 г. и 5-й округ с 1933 по 1953 г[5].
- Сайрус Итон (1883—1979) — канадский и американский предприниматель, филантроп, общественный деятель.
- Норман Маккензи[англ.] (1894—1986) — президент Университета Британской Колумбии с 1944 по 1962 гг. и сенатор с 1966 по 1969 гг.
- Джеймс Дьюар (1897-1985) — изобретатель пирожного Twinkie.